# Tomáš Gerich
Tomáš Gerich (*11. srpna 1973) je bývalý slovenský fotbalista, obránce.

## Fotbalová kariéra
Hrál za Tatran Prešov, 1. FC Košice, Inter Bratislava, 1. FC Synot Staré Město, Spartak Trnava, Traktor Sazi Tabriz, MFK Zemplín Michalovce a DAC Dunajská Streda. V Poháru vítězů pohárů nastoupil v 1 utkání a v Poháru UEFA nastoupil v 10 utkáních. Za reprezentaci Slovenska nastoupil v 1 utkání.